# Усть-Нюкжа
Усть-Нюкжа (рос. Усть-Нюкжа) — село у Тиндинському районі Амурської області Російської Федерації. Розташоване на території українського історичного та етнічного краю Зелений Клин.
Входить до складу муніципального утворення Усть-Нюкжинська сільрада. Населення становить 573 особи (2018).
Населений пункт, як і загалом увесь Тиндинський район, прирівняний до регіонів Крайньої півночі Росії.

## Історія
З 1934 року село ввійшло до складу новоутвореної Зейської області. У 1937-1948 роках село належало до Читинської області. Відтак, 2 серпня 1948 року ввійшло до складу Амурської області.
З 1 січня 2006 року органом місцевого самоврядкування є Усть-Нюкжинська сільрада.